# 22-я флотилия подводных лодок кригсмарине
22-я флотилия подводных лодок кригсмарине — подразделение военно-морского флота нацистской Германии.

## История
22-я флотилия была создана в январе 1941 года в Готенхафене как учебная база для тренировок 2-й учебной дивизии подводников. Командующим флотилией стал корветтен-капитан Вильгельм Амброзиус. Шесть лодок типа II некоторое время считались боеготовыми и участвовали в боевых действиях в Балтийском море, потопив три советские подлодки (М-78, М-94 и М-101), но и сами понесли потери: в августе 1941 года U-144 была потоплена советской Щ-307.
В начале 1945 года флотилия перебазировалась в Вильгельмсхафен, где и была расформирована в мае, после окончания войны.

## Состав
В состав 22-й флотилии в разные годы входили 47 подводных лодок:
| Тип     | Количество | Представители |
| ------- | ---------- | --- |
| IIB     | 6          | U-8, U-11, U-14, U-17, U-18, U-19 |
| IIC     | 4          | U-56, U-57, U-58, U-59 |
| IID     | 12         | U-137, U-138, U-139, U-140, U-142, U-143, U-144, U-145, U-146, U-147, U-149, U-150                                                        |
| VIIA    | 2          | U-28, U-30 |
| VIIC    | 20         | U-71, U-78, U-96, U-235, U-239, U-316, U-339, U-349, U-350, U-351, U-369, U-552, U-554, U-555, U-560, U-717, U-721, U-924, U-1197, U-1198 |
| VIIC/41 | 2          | U-1103, U-1167 |
| IX      | 1          | U-37 |

## Командиры
| Время                     | Командующий флотилией                 |
| ------------------------- | ------------------------------------- |
| январь 1941 — январь 1944 | корветтен-капитан Вильгельм Амброзиус |
| январь 1944 — июль 1944   | корветтен-капитан Вольфганг Лют       |
| июль 1944 — май 1945      | корветтен-капитан Генрих Блайхродт    |